# Johan Abraham Grill

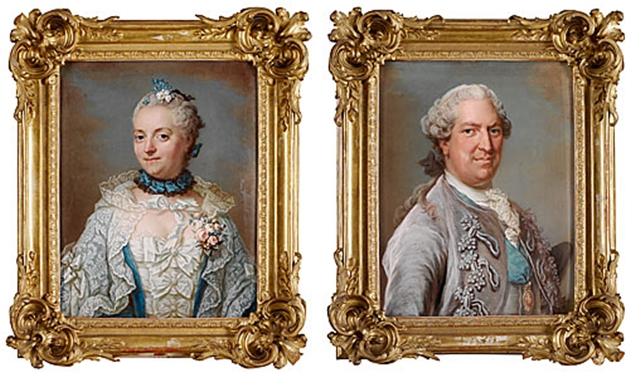
Johan Abraham Grill och hustrun Kristina Elisabeth Grill, pasteller av Gustaf Lundberg.

Johan Abraham Grill, född 1719 i Stockholm, död där 16 mars 1799, var en svensk köpman och brukspatron.

## Biografi
Johan Abraham Grill var son till köpmannen Abraham Grill den äldre av släkten Grill och Katarina Rozelius, halvbror till Claes Grill och farbror till Jean Abraham Grill. 
Han upptogs 1747 som bolagsman i den Grillska firman. Han blev 1763 fullmäktig i Jernkontoret, 1767 ledamot av Sjöförsäkringsöverrätten, 1770 direktör i Ostindiska kompaniet, 1773 direktör vid Generaldiskontkompaniet, 1776 ledamot av Tullarrende-societeten, 1787 direktör vid Generaldiskontkontoret och 1795 bankrevisor. 
Inom Stockholms grosshandelssocietet framträdde Grill som hattanhängare. Han hjälpte till att finansiera hovets och hattarnas verksamhet vid riksdagen 1771-72, särskilt i samband med Gustav III:s statskupp.